# Todd Williams
Todd Williams (Queens (New York), 11 september 1977) is een Amerikaans acteur.

## Biografie
Williams werd geboren in de borough Queens van New York. Hij doorliep de high school aan de Talent Unlimited High School in Manhattan (New York), op deze school begon hij met acteren met het schooltoneel. Voor de zekerheid wilde hij, mocht hij niet slagen als acteur, een studie volgen in de muziekindustrie op de New York-universiteit in New York. Deze studie beviel hem niet en besloot al snel de universiteit te verlaten om zich op het acteren te concentreren. 
Williams begon in 2001 met acteren in de film Lift, waarna hij nog meerdere rollen speelde in films en televisieseries. 

## Filmografie

### Films
Uitgezonderd korte films.
- 2019 If Not Now, When? - als Carl
- 2016 Silver Skies - als Lawrence
- 2015 San Andreas - als Marcus
- 2006 X-Men: The Last Stand - als Bo Clark
- 2001 Lift - als Christian

### Televisieseries
Uitgezonderd eenmalige gastrollen.
- 2025 Invincible - als Titan (stem) - 2 afl.
- 2021 Panic - als John Williams - 10 afl.
- 2019-2021 All Rise - als Robin Taylor - 15 afl.
- 2018 9-1-1 - als Aaron Brooks - 2 afl.
- 2016-2017 Good Behavior - als Sean Barron - 7 afl.
- 2014-2017 Teen Wolf - als dr. Geyer - 5 afl.
- 2015 Blood & Oil - als agent Reese - 3 afl.
- 2012-2013 The Vampire Diaries - als Connor Jordan - 7 afl.
- 2013 Switched at Birth - als Zane - 5 afl.
- 2011 The Chicago Code - als Isaac Joiner - 13 afl.
- 2008-2009 In Plain Sight - als rechercheur Robert Dershowitz - 15 afl.
- 2005 Tilt - als Clark Marcellin - 9 afl.
- 2004 Third Watch - als rechercheur Barlow - 3 afl.

## Computerspellen
- 2023 Starfield - als Baccara / Billy Clayton / Lee Leonard
- 2020 Marvel's Spider-Man: Miles Morales - als Rick Mason
- 2020 XCOM: Chimera Squad - als Blueblood